# Pineen
Pineen (C10H16) is een organische verbinding. Het is een monoterpeen, dat uit twee ringen bestaat. Er zijn twee natuurlijke isomeren bekend van pineen: α-pineen en β-pineen. Het zijn twee belangrijke bestanddelen van dennenharsen. Ze komen ook voor in de harsen van vele andere planten, zowel coniferen als niet-conifere planten. Een voorbeeld van deze laatste groep is Artemisia tridentata. Beide isomeren worden door vele insecten gebruikt bij hun chemische communicatie. Pinenen zijn de belangrijkste bestanddelen van terpentijn.
Otto Wallach is verantwoordelijk voor de naamgeving van terpeen en pineen. Hij was de eerste die een systematische studie deed naar pineen.

## Planten
Alfa-pineen is in de natuur de meest voorkomende terpenoïde. en is sterk insectafstotend.
Alfa-pineen komt voor in coniferenen in vele andere planten. Pineen is het belangrijkste bestanddeel in de etherische olie van Sideritis spp.. en Salvia spp.. Cannabis bevat ook alfa-pineen. Hars van de terpentijnboom (Pistacia terebinthus) is rijk aan pineen. Ook pijnboompitten bevatten pineen.

## Gebruik
In de chemische industrie geeft selectieve oxidatie van pineen met bepaalde katalysatoren vele grondstoffen voor de parfumindustrie, zoals kunstmatige geurstoffen. Een belangrijk oxidatieproduct is verbenon, samen met de pineen-oxiden, verbenol en verbenylhydroperoxide.

## Isomeren
| skelet               |                   |                   |                   |                   |
| perspectief aanzicht | X                 |                   | X                 |                   |
| molecuulmodel        | X                 |                   | X                 |                   |
| naam                 | (1R)-(+)-α-pineen | (1S)-(−)-α-pineen | (1R)-(+)-β-pineen | (1S)-(−)-β-pineen |
| CAS-nummer           | 7785-70-8         | 7785-26-4         | 19902-08-0        | 18172-67-3        |

## Biosynthese
α-pineen en β-pineen worden beide gesynthetiseerd uit geranylpyrofosfaat, door ringvorming van linaloylpyrofosfaat gevolgd door het verlies van een proton van de koolstofequivalent.